# مجموعة الدول لمكافحة الفساد

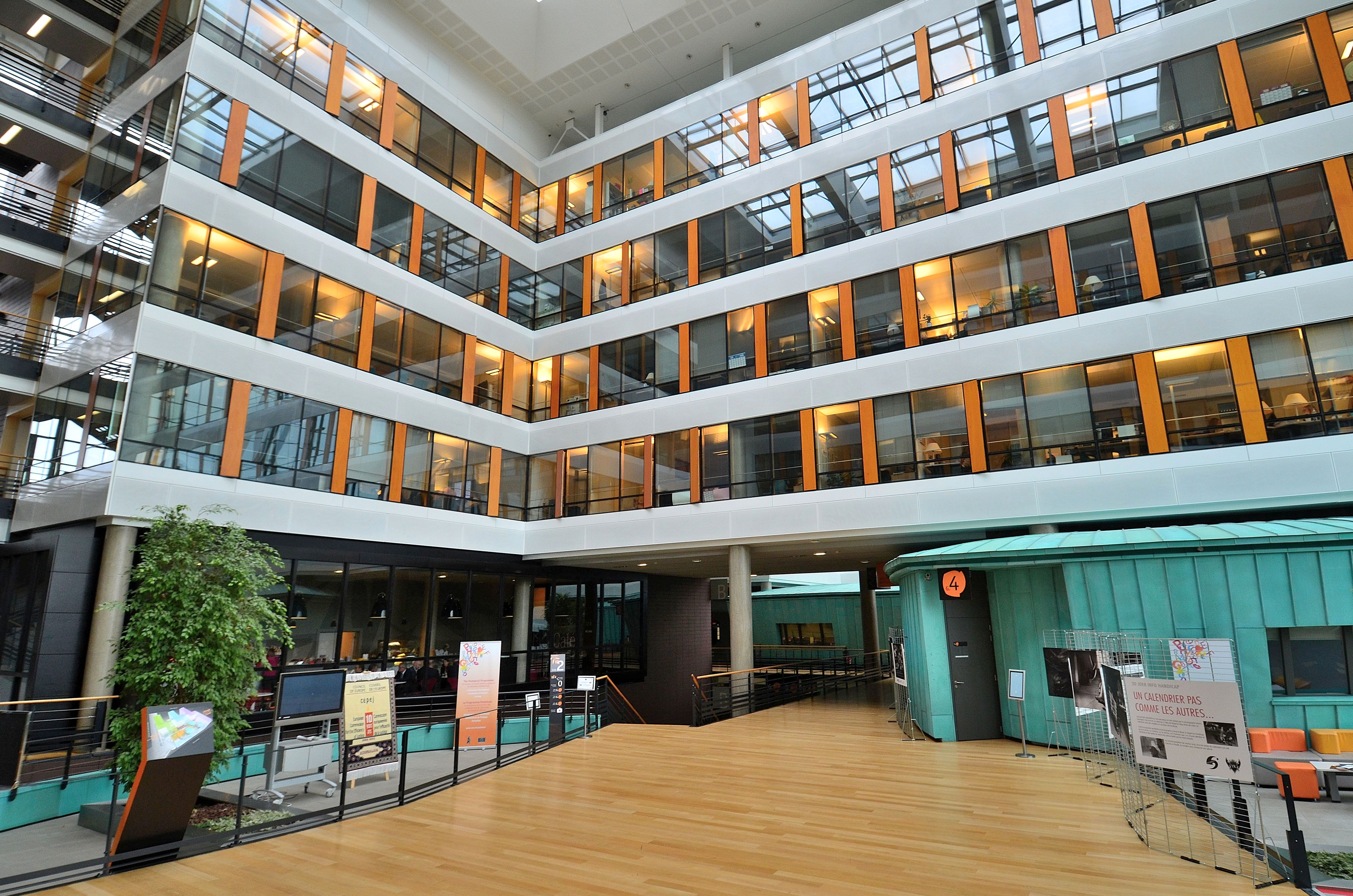
مبنى أغورا التابع لمجلس أوروبا، مقر أمانة مجموعة الدول لمكافحة الفساد

مجموعة الدول لمكافحة الفساد (بالفرنسية: groupe d'États contre la corruption, GRECO)‏ هي هيئة مراقبة مكافحة الفساد تابعة لمجلس أوروبا، ومقرها في ستراسبورغ (فرنسا). تم تأسيسها في عام 1999 باعتبارها اتفاقية جزئية موسعة بين 17 دولة عضو في مجلس أوروبا.
تضم المجموعة، التي تفتح أبوابها أيضًا أمام الدول غير الأوروبية، حاليًا 49 عضوًا (47 دولة أوروبية وكازاخستان والولايات المتحدة الأمريكية). منذ أغسطس 2010، أصبح جميع أعضاء مجلس أوروبا أعضاء في مجموعة الدول لمكافحة الفساد. لا تقتصر العضوية في مجموعة الدول لمكافحة الفساد على الدول الأعضاء في مجلس أوروبا، بل يجوز لأي دولة شاركت في إعداد الاتفاق الجزئي الموسع الانضمام بإخطار الأمين العام لمجلس أوروبا. وعلاوة على ذلك، فإن أي دولة تصبح طرفاً في اتفاقيات مجلس أوروبا الجنائية أو المدنية بشأن الفساد تنضم تلقائياً إلى مجموعة الدول لمكافحة الفساد وإجراءات التقييم الخاصة بها. في حين أن جميع الدول الأعضاء هي أعضاء في مجموعة الدول لمكافحة الفساد، فإن الاتحاد الأوروبي نفسه ليس عضوًا فيها، لكنه أصبح مراقبًا في عام 2019. في مايو 2024، دعت مجموعة الدول لمكافحة الفساد مؤسسات الاتحاد الأوروبي إلى أن تصبح أعضاءً كاملين، وقال رئيس مجموعة الدول لمكافحة الفساد إن الأمر "مسألة إرادة".
يقع مقر أمانة مجموعة الدول لمكافحة الفساد في مبنى "أغورا" التابع لمجلس أوروبا والذي تم الانتهاء من بنائه في عام 2008.
ومن بين توصيات مجموعة الدول لمكافحة الفساد لعام 2019، لم تنفذ صربيا وتركيا وسلوفاكيا أيًا منها بشكل كامل، في حين حصلت النرويج على أفضل الدرجات. وكانت التوصيات المتعلقة بالحد من الفساد بين أعضاء البرلمان هي الأقل تنفيذا (27 في المائة). صرح رئيس مجموعة الدول لمكافحة الفساد في بيان صحفي، "هذا يفسر إلى حد كبير سبب انخفاض ثقة الناس في السياسة، وسوف تكون أقل إذا لم يكثف السياسيون امتثالهم لمعايير النزاهة".

## الأهداف
تهدف مجموعة الدول لمكافحة الفساد إلى تحسين قدرة أعضائها على مكافحة الفساد من خلال مراقبة امتثالهم لمعايير مجلس أوروبا لمكافحة الفساد من خلال عملية ديناميكية من التقييم المتبادل والضغط بين الأقران. ويساعد على تحديد أوجه القصور في السياسات الوطنية لمكافحة الفساد، بهدف دفع الإصلاحات التشريعية والمؤسسية والعملية اللازمة. لا تملك مجموعة الدول الأعضاء في مجموعة الدول لمكافحة الفساد تفويضاً بقياس مدى انتشار ممارسات الفساد في الدول الأعضاء فيها بشكل فردي. هناك منظمات/هيئات أخرى مجهزة بشكل أفضل للتعامل مع هذه المسألة الهامة. ومن الأمثلة المعروفة على ذلك منظمة الشفافية الدولية، التي تصدر سنويا مؤشر مدركات الفساد ــ الذي يصنف أكثر من 150 دولة وفقا لمستويات الفساد المتصورة، كما تحددها تقييمات الخبراء واستطلاعات الرأي وغيرها من التقارير المتخصصة مثل مقياس الفساد العالمي ومؤشر دافعي الرشوة.
شاركت منظمة التعاون الاقتصادي والتنمية، والأمم المتحدة، والمنظمة الدولية للشرطة الجنائية (الإنتربول)، والبنك الأوروبي لإعادة الإعمار والتنمية، والبنك الدولي في العمل التحضيري الذي أدى إلى إنشاء مجموعة الدول لمكافحة الفساد. وقد لاقت الحاجة إلى آليات مراقبة فعالة في هذا المجال قبولاً واسع النطاق من جانب هذه المنظمات التي ساهمت في المناقشات التي عقدت تحت رعاية مجلس أوروبا والتي أدت في نهاية المطاف إلى إنشاء مجموعة الدول لمكافحة الفساد.
تتضمن عملية مراقبة مجموعة الدول لمكافحة الفساد إجراء تقييم يعتمد إلى حد كبير على المعلومات التي تم جمعها عبر الاستبيانات والزيارات الميدانية وإجراء امتثال مصمم لتقييم التدابير التي اتخذها أعضاؤها لاحقًا لتنفيذ التوصيات الصادرة عن تقييمات مجموعة الدول لمكافحة الفساد. وتشمل الزيارات الميدانية لقاء العديد من المحاورين والمسؤولين الحكوميين وممثلي المجتمع المدني والأكاديميين وغيرهم.

## المواضيع والأحكام الخاضعة للتقييم المتبادل
يتم تحديد الموضوعات والأحكام التي سيتم تقييمها ضمن جولة التقييم من قبل مجموعة الدول لمكافحة الفساد. ويُطلب من الأعضاء تنفيذ التوصيات الصادرة عن مجموعة الدول لمكافحة الفساد في غضون فترة 18 شهرًا. ويقوم إجراء الامتثال التالي بتقييم تنفيذ كل توصية على حدة وإنشاء تقييم عام لمستوى امتثال العضو.
تناولت الجولة التقييمية الأولى التي أجرتها مجموعة الدول لمكافحة الفساد (2000-2002) أحكاماً محددة من المبادئ التوجيهية العشرين لمكافحة الفساد: الاستقلال والتخصص والوسائل والموارد المتاحة للهيئات الوطنية العاملة في مجال منع الفساد ومكافحته، ومدى ونطاق الحصانات التي تتمتع بها فئات معينة من شاغلي المناصب العامة و/أو الممثلين المنتخبين فيما يتصل بالتحقيق في جرائم الفساد وملاحقتها والحكم فيها.
تناولت الجولة التقييمية الثانية (2003-2006) موضوعات تستند إلى أحكام محددة من المبادئ التوجيهية العشرين والأحكام المرتبطة باتفاقية القانون الجنائي بشأن الفساد (ETS 173): تحديد وضبط ومصادرة عائدات الفساد، وسياسات وآليات مكافحة الفساد في الإدارة العامة، ومنع استخدام الأشخاص الاعتباريين كدروع للفساد، والتشريعات الضريبية والمالية لمكافحة الفساد، والروابط بين الفساد والجريمة المنظمة وغسيل الأموال.
يخضع أي عضو ينضم إلى مجموعة الدول لمكافحة الفساد بعد إغلاق جولة التقييم الأولى (أي اعتبارًا من عام 2003) لتقييم مشترك لموضوعات الجولتين الأولى والثانية.
وتغطي الجولة التقييمية الثالثة الجارية (التي انطلقت في الأول من يناير 2007) مجالين متميزين، هما
- نقل الجرائم المنصوص عليها في اتفاقية القانون الجنائي بشأن الفساد (اتفاقية المعاهدات الأوروبية رقم 173) إلى القانون والممارسة المحلية؛
- الشفافية في تمويل الأحزاب كما يفهم من خلال الإشارة إلى العديد من مواد التوصية رقم 4 (2003) بشأن القواعد المشتركة لمكافحة الفساد في تمويل الأحزاب السياسية والحملات الانتخابية، وبشكل عام إلى المبدأ التوجيهي رقم 15 (أي "تشجيع اعتماد الممثلين المنتخبين لقواعد السلوك وتعزيز قواعد تمويل الأحزاب السياسية والحملات الانتخابية التي تردع الفساد")، كما هو منصوص عليه في المبادئ التوجيهية العشرين لمكافحة الفساد.

وتتناول الجولة التقييمية الرابعة الحالية لمجموعة الدول لمكافحة الفساد، والتي انطلقت في الأول من يناير 2012، مسألة الوقاية من الفساد فيما يتصل بأعضاء البرلمان والقضاة والمدعين العامين. ويتم تناول نفس القضايا ذات الأولوية فيما يتعلق بجميع الأشخاص/الوظائف قيد المراجعة، وهي:
- المبادئ الأخلاقية وقواعد السلوك والصراعات على المصالح؛
- حظر أو تقييد أنشطة معينة؛
- الإقرار بالأصول والدخل والالتزامات والمصالح؛
- تنفيذ القواعد المعمول بها؛
- الوعي.

وفيما يتعلق بالجمعيات البرلمانية، يركز التقييم على أعضاء البرلمانات الوطنية، بما في ذلك جميع غرف البرلمان، وبغض النظر عما إذا كان أعضاء البرلمان معينين أو منتخبين. وفيما يتعلق بالسلطة القضائية وغيرها من الجهات الفاعلة في العملية القضائية وما قبل القضائية، يركز التقييم على المدعين العامين والقضاة، سواء كانوا قضاة محترفين أو غير محترفين، بغض النظر عن نوع المحكمة التي يجلسون أمامها، والذين يخضعون للقوانين والأنظمة الوطنية.
أطلقت مجموعة الدول لمكافحة الفساد في 20 مارس 2017 جولتها التقييمية الخامسة والتي ستركز على "منع الفساد وتعزيز النزاهة في الحكومات المركزية (الوظائف التنفيذية العليا) ووكالات إنفاذ القانون". وفي جولة التقييم الجديدة، سوف تراقب مجموعة الدول لمكافحة الفساد التدابير التي اتخذتها الدول لمنع ومكافحة الفساد في وظائف مثل وظائف رؤساء الدول، ورؤساء الحكومة المركزية، وأعضاء الحكومة المركزية (على سبيل المثال الوزراء)، فضلاً عن المعينين السياسيين الآخرين الذين يمارسون وظائف تنفيذية عليا مثل نواب الوزراء، ووزراء الدولة، ورؤساء وأعضاء المكتب الخاص للوزير وكبار المسؤولين السياسيين. وفيما يتعلق بهذه الوظائف، سوف تنظر مجموعة الدول لمكافحة الفساد في قضايا مثل تضارب المصالح، والأبواب الدوارة، وإعلان الأصول وآليات المساءلة.
في عام 2025، ستطلق مجموعة الدول لمكافحة الفساد جولتها التقييمية السادسة، مع التركيز على منع الفساد وتعزيز النزاهة في السلطات المحلية والإقليمية.

## التطبيقات العملية لتقييمات مجموعة الدول لمكافحة الفساد
عند افتتاح كل جولة تقييم، تعتمد مجموعة الدول لمكافحة الفساد استبيانات مع إرشادات وجدول زمني مؤقت للتقييمات. يقوم الأعضاء بتعيين ما يصل إلى خمسة مقيمين كحد أقصى لأي جولة تقييم معينة. يتم تحديد ملف تعريف المُقيِّمين حسب النطاق الموضوعي لكل جولة تقييم. يتم وصف المراحل الرئيسية لإجراء التقييم في الجدول أدناه.
| عملية التقييم | |
| الخطوة 1      | تقوم الأمانة العامة بإجراء تحليل أولي للوضع في دولة عضو على أساس ردود الاستبيانات. |
| الخطوة 2      | يقوم فريق التقييم، بدعم من أحد أعضاء الأمانة العامة، بزيارة تقييمية للموقع (تصل إلى 5 أيام) يتم خلالها جمع المزيد من المعلومات من خلال مناقشات رفيعة المستوى مع الجهات الفاعلة المحلية الرئيسية؛ وتتضمن الزيارة أيضًا محادثات مع ممثلي المجتمع المدني (المنظمات غير الحكومية، ووسائل الإعلام، والمنظمات المهنية، وما إلى ذلك). |
| الخطوة 3      | يقدم أعضاء فريق التقييم مساهماتهم المكتوبة الفردية في مسودة تقرير التقييم، بما في ذلك مقترحات التوصيات، ويقوم الأمانة العامة بإعداد مسودة أولية لتقرير التقييم وتقديمها إلى فريق التقييم للتعليق عليها. |
| الخطوة 4      | ويقوم الأمانة العامة بعد ذلك بإعداد مسودة ثانية وإرسالها إلى العضو الخاضع للتقييم للتعليق عليها. |
| الخطوة 5      | يقوم الأمانة العامة باستشارة فريق التقييم بشأن التعليقات التي قدمها العضو. وإذا اختلفت آراء المُقيِّمين، يتم التفاوض على حل؛ وإذا لزم الأمر، يتم ترتيب اجتماع تنسيقي بين الممثلين الوطنيين وفريق التقييم والأمانة العامة. |
| الخطوة 6      | يتم بعد ذلك إرسال مسودة ثالثة إلى جميع أعضاء مجموعة الدول لمكافحة الفساد. |
| الخطوة 7      | تقوم مجموعة الدول لمكافحة الفساد بدراسة مسودات تقارير التقييم خلال اجتماعاتها العامة، ويتم إعداد مسودة منقحة تتضمن أي تغييرات يتطلبها النقاش للقراءة الثانية قبل اعتمادها من قبل الجلسة العامة. |
| الخطوة 8      | يتم نشر التقارير المعتمدة بموافقة البلد المعني. |

وبشكل عام، فإن المراحل المختلفة لإجراءات الامتثال مماثلة لما سبق. إن العنصر الأساسي في هذا الإجراء هو ما يسمى بتقرير الوضع الذي يعده العضو المعني، والذي يتعين تقديمه بعد 18 شهراً من اعتماد تقرير التقييم ذي الصلة. وعلى أساس تقرير الوضع، يتم إعداد تقرير الامتثال الذي يقيم مستوى تنفيذ كل توصية أصدرتها مجموعة الدول لمكافحة الفساد في تقرير التقييم. يمكن أن يؤدي التقييم إلى ثلاثة استنتاجات محتملة، وهي أن التوصية المعينة:
- تم تنفيذها بشكل مُرضي أو تم التعامل معها بطريقة مرضية؛
- تم تنفيذها جزئيا؛
- لم يتم تنفيذها.

ويُطلب من الأعضاء تقديم تقرير إلى مجموعة الدول لمكافحة الفساد بشأن الإجراءات التي اتخذوها من أجل معالجة التوصيات التي تم تنفيذها جزئيًا أو غير المنفذة في غضون 18 شهرًا أخرى. ويتم تقييم المعلومات الإضافية المقدمة من قبل مجموعة الدول لمكافحة الفساد مما يؤدي إلى اعتماد الملحق لتقرير الامتثال ذي الصلة. وعادة ما يؤدي اعتماد الملحق إلى إنهاء إجراءات الامتثال فيما يتصل بالبلد المعني.
جميع المعلومات المتعلقة بإجراءات التقييم والامتثال سرية. ومع ذلك، فمن الممارسات المتبعة أن يقوم الأعضاء بالسماح بنشر تقارير التقييم والامتثال، عادة بعد وقت قصير من اعتمادها من قبل الجلسة العامة.
يتم توفير التقارير (تقارير التقييم، وتقارير الامتثال، والملحقات لتقارير الامتثال) المتعلقة بجولات التقييم الأولى والثانية والثالثة والرابعة على الإنترنت في الجزء العام من موقع مجموعة الدول لمكافحة الفساد على شبكة الإنترنت، بمجرد الحصول على إذن النشر من الدولة العضو المعنية.

## نقاط القوة الخاصة لعملية مجموعة الدول لمكافحة الفساد
تشير الخبرة المكتسبة فيما يتصل بعملية مجموعة الدول لمكافحة الفساد إلى أنه من الناحية المثالية، ينبغي أن تكون التقييمات محدودة النطاق، مع اتخاذ قرارات واضحة بشأن مدى ملاءمة بعض المواضيع والموضوعات الفرعية؛ ويجب صياغة الأسئلة الرئيسية بعناية. وينبغي أن تستند التقييمات أيضًا إلى معايير واضحة وقابلة للتعريف.
ومن أهم الدروس التي تعلمتها مجموعة الدول لمكافحة الفساد طوال سنوات عملها أن جمع المعلومات من مصادر مباشرة أثناء زيارات التقييم الميدانية (وهي سمة أساسية من سمات أسلوب عمل مجموعة الدول لمكافحة الفساد) يساهم بشكل كبير في جودة التقييمات. وتشكل الزيارات الميدانية أحد الأصول الرئيسية لمصداقية العملية برمتها، حيث إنها تمكن فرق التقييم من إجراء مناقشات شاملة مع اللاعبين المحليين الرئيسيين (بما في ذلك ممثلي المجتمع المدني)، وطلب معلومات إضافية على الفور، وتسليط الضوء على القضايا التي غالبا ما تكون غامضة ومثيرة للجدل.
وتتمتع الزيارات الميدانية أيضًا بإمكانية إضافة قيمة إلى التقييم "المجرد" للتشريعات. لا يمكن معالجة قضايا تفسير بعض المفاهيم القانونية ذات الصلة بجريمة الفساد (على سبيل المثال "الميزة غير المستحقة"، "الإخلال بالواجب")، والفقه القانوني الناتج عن ذلك، فضلاً عن المشاكل التي ينطوي عليها التطبيق السليم للتشريع قيد التدقيق، بشكل مناسب دون إمكانية مناقشة هذه المسائل مع الممارسين المحليين.